# Mariano Gomar de las Infantas
Mariano Gomar de las Infantas (Lleida, 27 luglio 1855 – 25 febbraio 1923) è stato un avvocato e politico spagnolo.

## Biografia
Apparteneva all'illustre famiglia dei Gomar di Lleida. Figlio di José de Gomar y Kessel e della barcellonese Eulalia de las Infantas March Millas, conseguì la laurea in diritto civile e scienze politico-sociali.
Come ufficiale prese parte aella terza guerra carlista schierandosi con Carlo Maria di Borbone-Spagna. Nel 1888 abbandonò i carlisti per unirsi al Partito Integrista guidato da Ramón Nocedal. Nel 1886 contribuì alla fondazione del Diario de Lérida, un giornale legato all'integrismo diretto da José Antonio Mostany. In seguito anch'egli ne divenne direttore. Per molti anni ricoprì la carica di capo provinciale del Partito Integrista a Lleida.
Venne eletto deputato provinciale per il distretto di Seo de Urgel-Sort nel 1896 e poi nuovamente nel 1901. Nel 1907 venne eletto senatore per la lista della Solidaridad Catalana. Nel mese di ottobre dello stesso anno presentò una richiesta al ministro delle Opere pubbliche affinché fosse accelerata la costruzione del nuovo ponte sul fiume Segre a Lleida. In senato fu membro di numerose commissioni e difese con impegno gli interessi della sua provincia.
Secondo il presbitero Buenaventura Pelegrí, direttore del Diario de Lérida negli anni '20, Mariano Gomar de las Infantas era un fervente devoto dell'Apostolato della Preghiera e dell'Eucaristia che partecipava attivamente alla "Veglia Notturna" e alle "Quaranta Ore". Fece parte della Junta dell' Academia B. Mariana e ricoprì il ruolo di vocalista nella giuria dei concorsi di pittura. Ospitò nella sua residenza le Società di San Vincenzo de' Paoli.
Secondo il necrologio pubblicato dal giornale cattolico La Cruz, Mariano Gomar de las Infantas era in possesso di vari titoli nobiliari, ma per modestia non fece mai mostra di essi.